# هواش (یمن)
 هواش ، نام روستایی است در عزلهٔ (بنی عبدالله)، در ناحیهٔ (قضاء خمر)، از توابع استان جَوف در کشور یمن در شبه جزیره عربستان است. 
جمعیت آن ۴۸۳ نفر (۱۹ خانوار) می‌باشد.